# Battle of Mice
Battle of Mice was een Amerikaanse postmetalband, die actief was van 2005 tot 2009.

## Bezetting
Laatste bezetting
- Julie Christmas[3] (zang)
- Josh Graham[4] (gitaar, keyboards, zang)
- Josh Hamilton (gitaar)
- Tony Maimone[5] (e-basgitaar)
- Joe Tomino[6] (drums)

Voormalige leden
- Joel Hamilton[7] (drums)

## Geschiedenis
Julie Christmas (voorheen Made Out of Babies) ontmoette Josh Graham in 2005 (A Storm of Light, voorheen Neurosis en Red Sparowes) tijdens het South by Southwest-festival. Vanuit een aanvankelijk intense antipathie ontwikkelde zich een liefdesrelatie die werd gekenmerkt door ruimtelijke afstand en voortdurende conflicten tot openbaar gehouden scheidingen. In de loop van hun relatie richtten Christmas en Graham samen met Tony Maimone (The Book of Knots, ex-Pere Ubu) en Joel Hamilton (The Book of Knots, ex-A Storm of Light, ex-Shiner) de band Battle of Mice op. De naam van de band is gebaseerd op een respectloze formulering van Alexander de Grote met betrekking tot de oorlog tussen Sparta en Athene tegen Macedonië en de Korinthische Liga.
Tijdens de opnamen van het debuutalbum escaleerde de situatie tussen de twee, waarna beiden de aanwezigheid van de ander niet langer konden verdragen en afzonderlijk aan het album werkten. In 2006 bracht de band het enige album A Day of Nights uit. In lijn met het verhaal van zijn oorsprong behandelt het album voornamelijk mentale afgronden en de duistere kant van interpersoonlijke relaties. Het album werd door het Amerikaanse muziektijdschrift Decibel gekozen als album van het jaar. In 2008 verliet Joel Hamilton de band en werd vervangen door Joe Tomino (Fugees, Dub Trio, Peeping Tom). Battle of Mice brak in 2009 uit elkaar na het einde van de relatie tussen Graham en Christmas en kondigde hun ontbinding aan op een blog op Myspace.

## Stijl
De muziek van de band wordt beschouwd als postmetal. Battle of Mice wordt vergeleken met populaire interpretatoren van de stijl, zoals Isis, Neurosis en Red Sparowes. Een bijzondere intensiteit wordt toegekend aan het album A Day of Nights. Wat een album zou kunnen zijn waarop twee ego's te zien zijn die muziek proberen te maken, is het een soulstriptease geworden die soms ondraaglijk intens, soms mooi, elegant en tragisch is. De intensiteit wordt het samenspel tussen gitaarspel en toegeschreven aan zang. Vooral Christmas trekt de aandacht. Tussen Björk, Karen O en Kim Gordon vond ze haar plek. Ondanks deze opdracht wordt de muziek op Vampster beschreven als moeilijk te categoriseren, van de woede van de Made Out of Babies en de verre vooruitstrevendheid van Red Sparowes schept Battle of Mice hun eigen niche, die enerzijds vol zelfvernietiging en pijn zit en anderzijds vol moed, trots en grootsheid, die instinctief in evenwicht is. De vergelijking met Made Out of Babies daarentegen wordt door Julie Christmas verworpen, volgens haar begrip dat Battle of Mice dieper onder de oppervlakte gaat en melancholischer is.

## Discografie
- 2006: Triad (split-ep met Red Sparowes en Made Out of Babies, Neurot Recordings)
- 2006: A Day of Nights (album, Neurot Recordings)
- 2008: Jesu / Battle of Mice (split-ep met Jesu, Robotic Empire)
- 2016:  All Your Sympathy’s Gone (compilatie, Neurot Recordings)